# Ochicanthon masumotoi
Ochicanthon masumotoi là một loài bọ cánh cứng trong họ Bọ hung (Scarabaeidae).